# Yongping, Guangdong
Yongping (kinesiska: 永平) är ett stadsdelsdistrikt (jiedao) i sydöstra Kina. Det ligger i stadsdistriktet Baiyun i provinshuvudstaden Guangzhou i provinsen Guangdong, omkring 12 kilometer norr om centrala Guangzhou. Antalet invånare är 124 000. Befolkningen består av 56 557 kvinnor och 67 443 män. Barn under 15 år utgör 10,0 %, vuxna 15-64 år 85 %, och äldre över 65 år 3,0 %.